# ديك لين
ديك لين (بالإنجليزية: Dick Lane)‏ هو ممثل أمريكي، ولد في 28 مايو 1899 برايز ليك في الولايات المتحدة، وتوفي في 5 سبتمبر 1982 بشاطئ نيوبورت في الولايات المتحدة.

## وصلات خارجية
- ديك لين على موقع IMDb (الإنجليزية)
- ديك لين على موقع تيرنر كلاسيك موفيز (الإنجليزية)
- ديك لين على موقع أول موفي (الإنجليزية)
- ديك لين على موقع قاعدة بيانات الأفلام السويدية (السويدية)
- ديك لين على موقع قاعدة بيانات الفيلم (الإنجليزية)